# Picea wilsonii
Picea wilsonii är en växtart som beskrevs av Maxwell Tylden Masters. Picea wilsonii ingår i släktet granar och familjen tallväxter. IUCN kategoriserar arten globalt som livskraftig. Inga underarter finns listade i Catalogue of Life.

## Bildgalleri

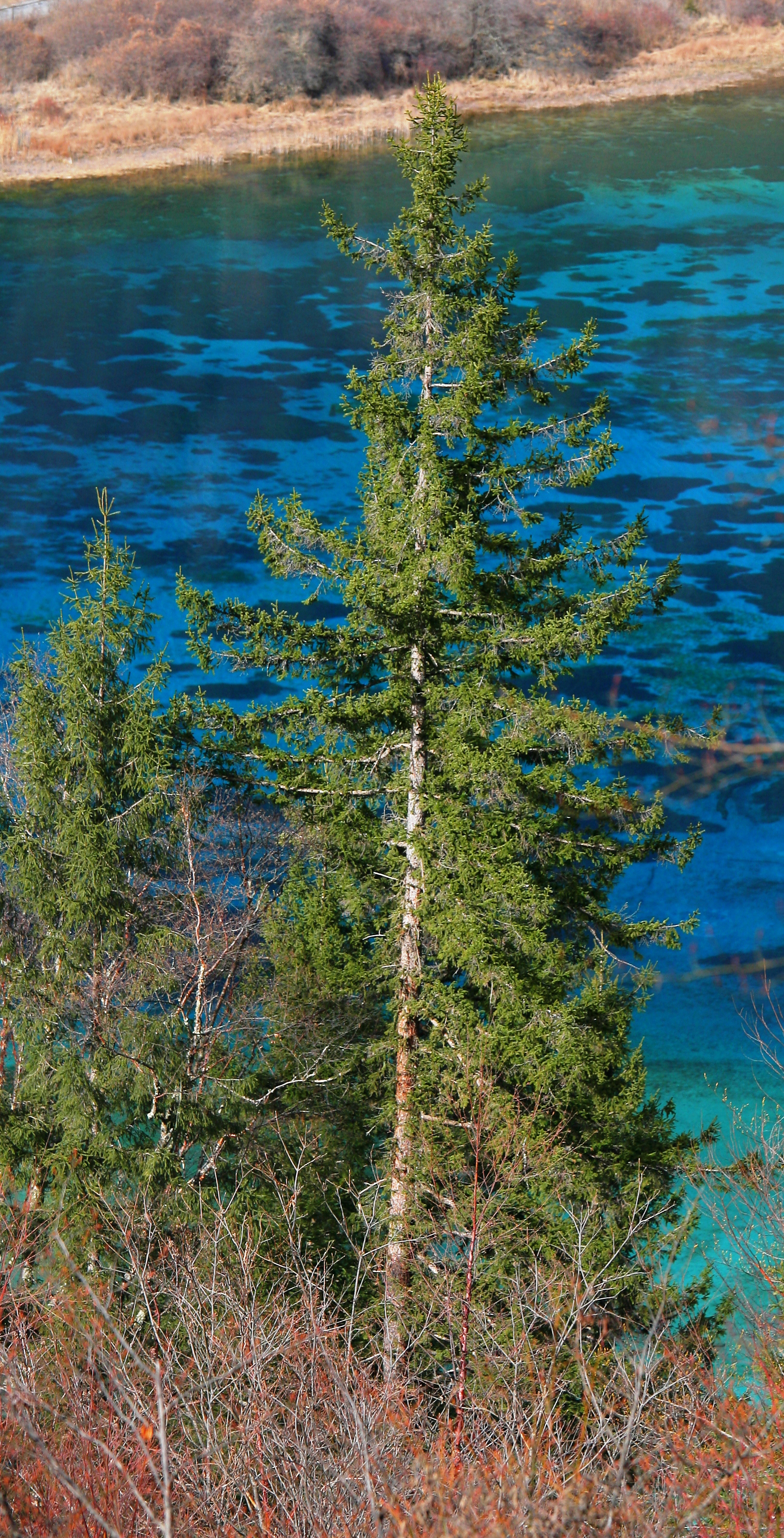
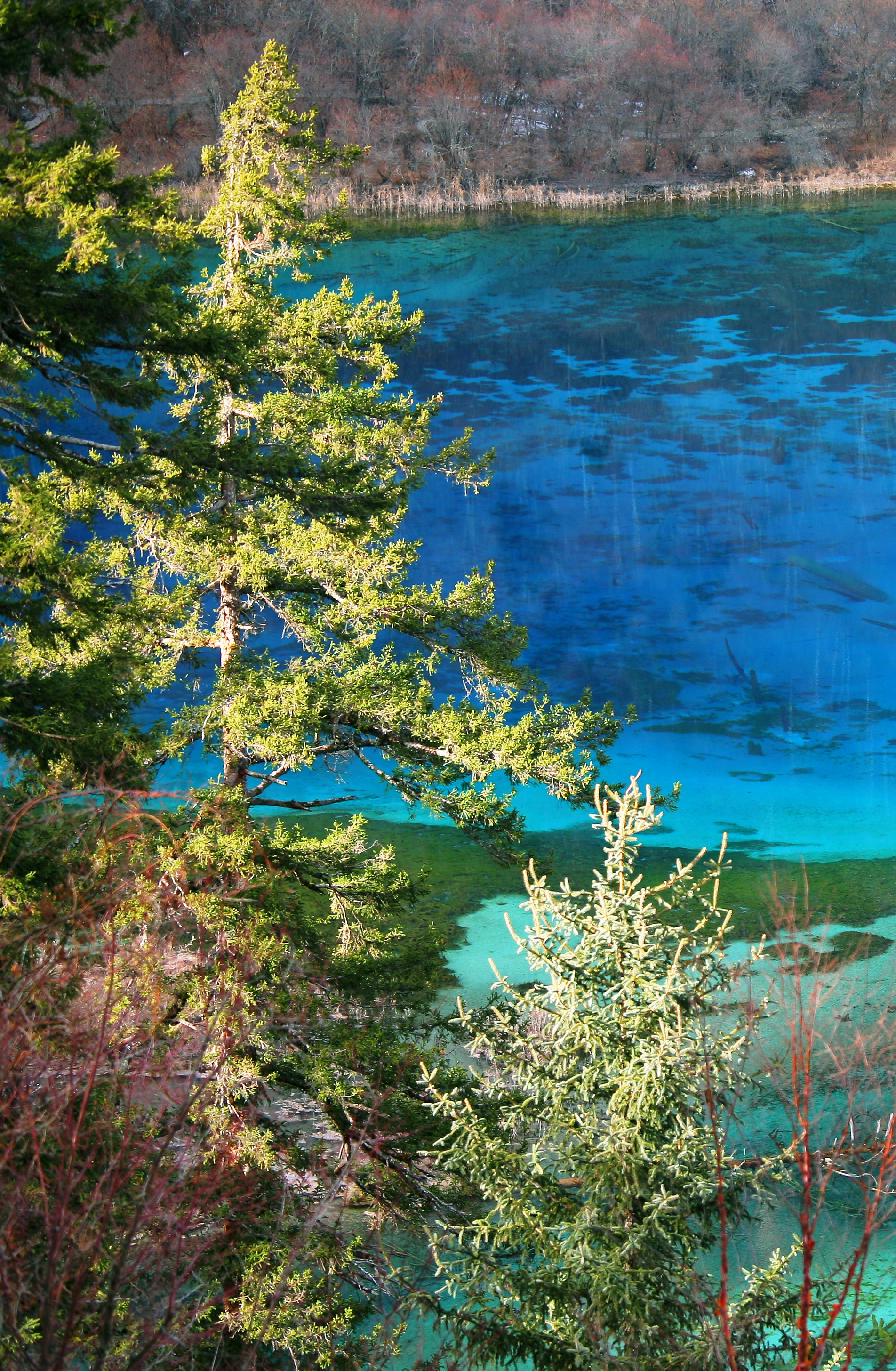